# Sant'Agata di Esaro
Sant'Agata di Esaro (Santàchita nell'antico dialetto santagatese), è un comune italiano di 1 704 abitanti della provincia di Cosenza, in Calabria. È un antico borgo collocato sull'alta valle dell'Esaro, su una rupe che si affaccia sull'omonimo fiume, tra un remoto groviglio di montagne che si estendono parallele al Mar Tirreno. Il paese è attraversato dalla SP 263 (già Statale 105).

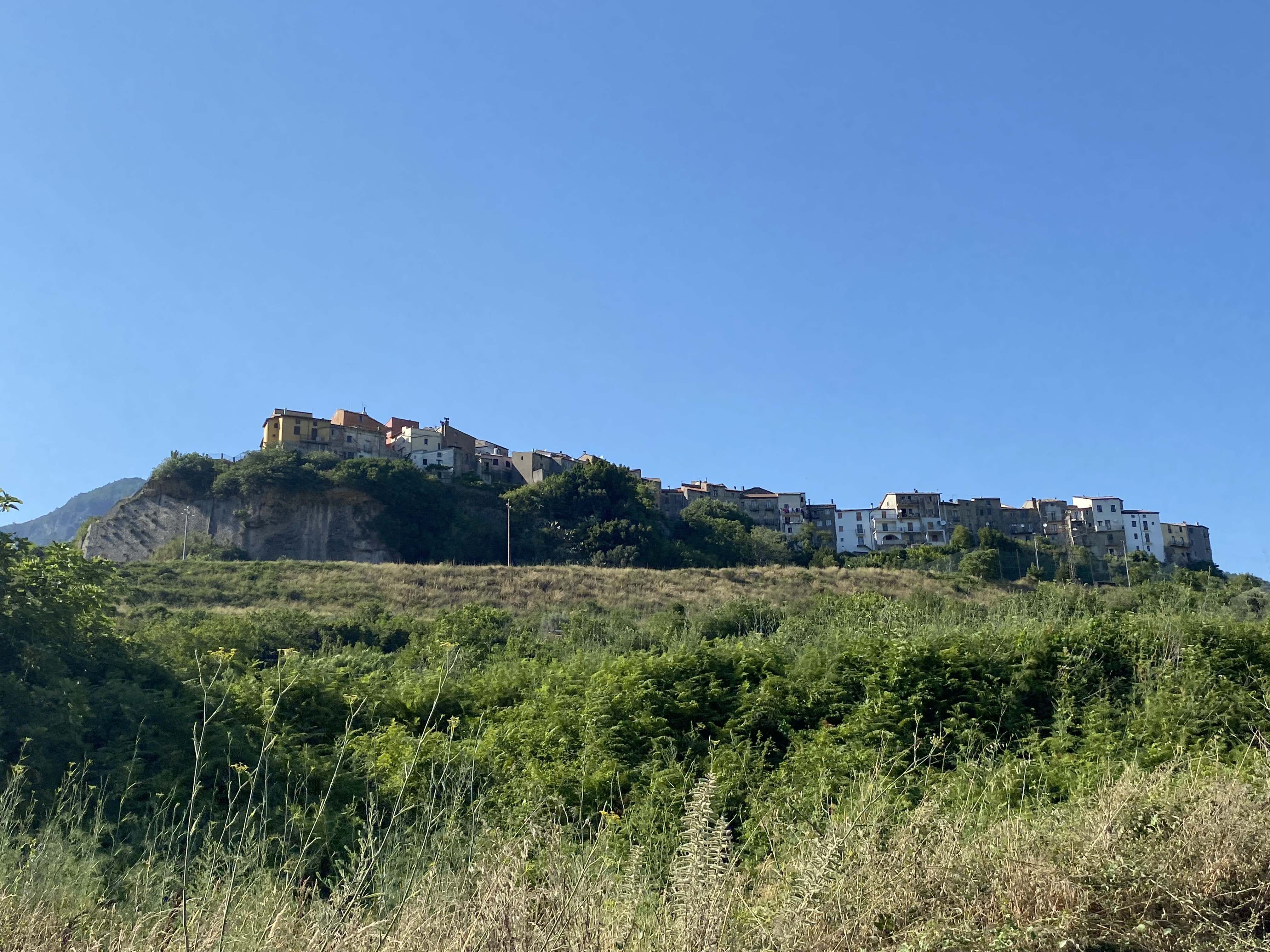

## Geografia fisica
Sorge su una rupe, o meglio su un antico terrazzo alluvionale, a picco sul fiume Esaro, a 461 metri s.l.m., tutta circondata da catene montuose dell'Appennino Calabro, che si estendono a forma di diadema, solcate da torrenti quali il Forge (Il secondo fiume per importanza e lunghezza), il Pantano e la Vena Ursia, tutti affluenti dell'Esaro. Tra la rupe e i monti si estende una grande vallata, un tempo molto importante per la popolazione santagatese, poiché le maggiori coltivazioni che vi avevano luogo (ortaggi, frumento, granone, patate e legumi) erano, per la maggior parte, la primaria fonte di sostentamento. La sua cima più alta, il Monte Montea (1825 m), si incassa ad ovest in una forra pittoresca, dove scorre l'Esaro, che nasce dagli estremi contrafforti occidentali del massiccio del Monte Petricelle (1785 m) e sfocia nel Coscile. 
Altre montagne degne di nota sono il Monte Faghitello, il Monte La Caccia (condiviso con il comune di Belvedere Marittimo), il Monte Spina Santa, il Monte Pietra Portusata (condiviso con il comune di Mottafollone), la montagna della Melara con il suo valico a 1365 metri, il valico più alto del paese e uno dei più alti di tutta la regione, la Serra del Follorito, "U' Fulluritu", il Cozzo La Limpia e la "Timpa Vermicelli". La maggiore ed unica via di collegamento del comune con il restante territorio è la SP 263, ex strada statale 105 (i cui lavori partirono dall'anno 1882), passando per il Passo dello Scalone dove per convenzione si dice finisca la Catena Costiera ed è posto a 740 m. Il comune di Sant'Agata di Esaro ha una superficie di 47,63 km².

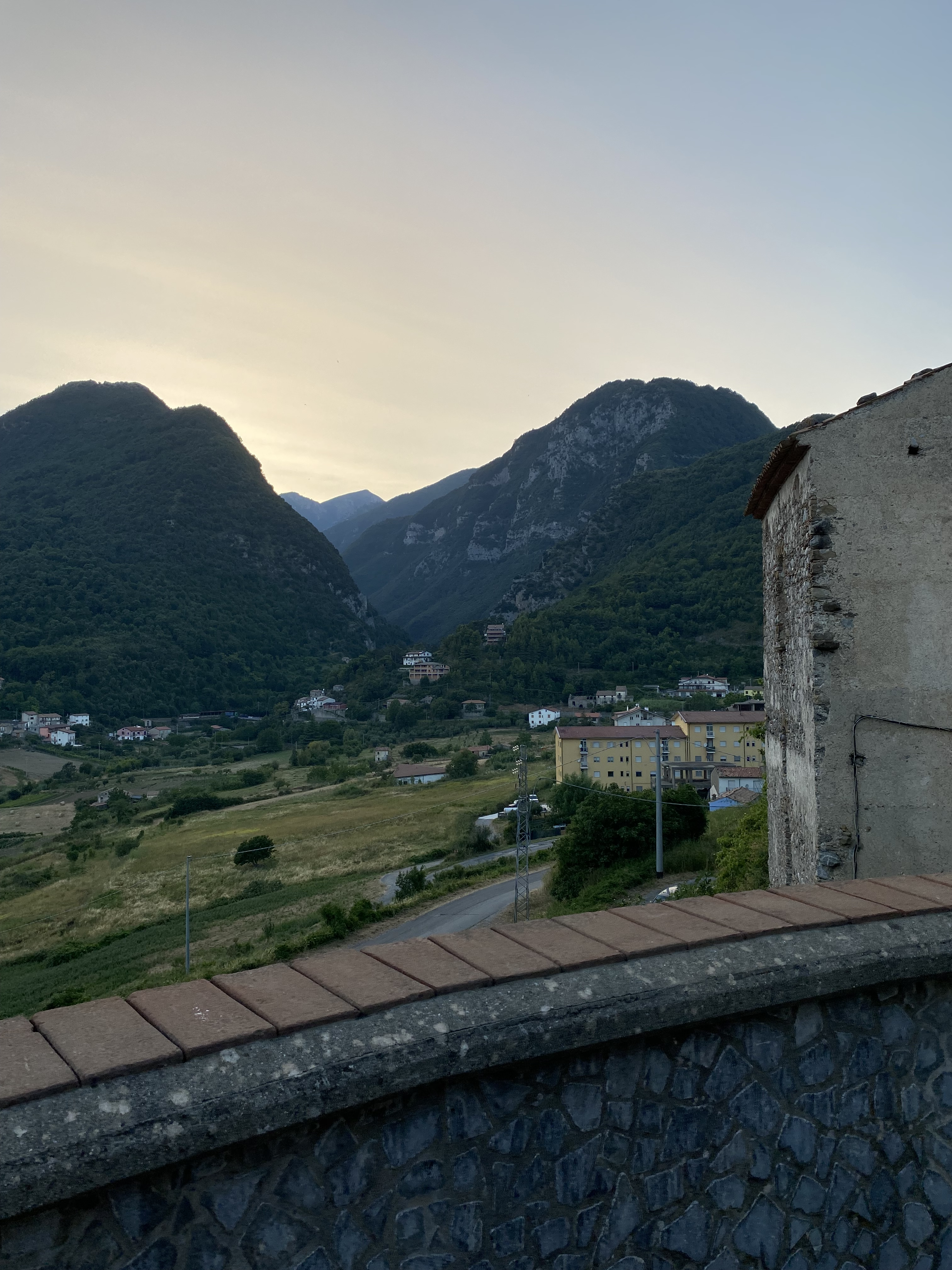

## Storia

### Origini
Risulta accettata la ricostruzione secondo la quale, visto il toponimo Sant'Agata “castrum Sanctae Agathae”, sia stata fondata da alcuni monaci asceti dediti al monachesimo che dopo l’VIII secolo, successivamente alla conquista musulmana della Sicilia, furono perseguitati e spinti ad insediarsi nella parte settentrionale della Calabria, ma altre fonti ci spingono a credere che sia stata fondata grazie alla colonizzazione da parte dei greci, (che in quel tempo erano propensi a definire la Magna Grecia), intorno al VIII/VI secolo a.C. La denominazione Sant’Agata sembra derivare proprio dalla devozione che questi monaci avevano per Sant'Agata martire di Catania.

### Primo Medioevo, l'epoca normanna
Le prime fonti storiche risalgono al 1075 ed esattamente dal “Chronicon Amalfitanum” il quale fa riferimento a Sant'Agata in quanto occupata da Roberto il Guiscardo. Di ciò ne abbiamo notizia grazie al monaco benedettino Goffredo Malaterra, il quale giunse in Italia assieme agli Altavilla. Egli ricevette l'incarico dal Conte Ruggero di narrare le sue imprese e quelle del popolo normanno nella conquista della Calabria e della Sicilia. Nella sua opera De rebus gestis racconta dello scontro notturno tra alcuni soldati. Il nome del paese non è specificamente citato, ma lo si desume dal fatto raccontato da Malaterra, infatti egli racconta che durante la stessa notte i normanni e alcuni slavi andarono all'assalto di un centro abitato partendo dalla motta di San Marco verso il nord ovest, per razziare dei viveri. Una sera Roberto viene informato dall'addetto ai viveri che non c'è più nulla da mangiare. La dispensa è vuota, la borsa altrettanto; e se pure fosse rimasta qualche moneta, non si saprebbe dove andare a comprare del cibo, perché intorno ci sono solo centri fortificati, porte sbarrate e nemici in stato d'allerta. Il Guiscardo aveva al suo seguito un gruppo di slavi che conoscevano assai bene il territorio. A questi egli chiede se fossero presenti viveri da saccheggiare, al che risposero: 
(Goffredo Malaterra, De rebus gestis Rogerii Calabriae et Siciliae comitis et Roberti Guiscardi ducis fratris eius, XVI)
 Egli allora esorta gli slavi ad avviarsi, di notte, approfittando del fatto che le guardie quella sera saranno meno vigili dopo le bevute di un giorno festivo, e promette che in un secondo tempo li seguirà coi cavalieri. Invece, dopo aver finto di andare a dormire, indossa un abito uguale a quello degli slavi e si unisce, senza farsi riconoscere, al gruppo dei razziatori. Giunti alla meta, i predoni radunano in fretta molto bestiame, e appena possibile prendono la via del ritorno. Prima dell'alba, i derubati si accorgono di ciò che sta accadendo, e mandano «duecento cavalieri» a inseguire i razziatori. Questi soldati molto probabilmente erano stanziati presso Malvito, e certamente non erano 200. Malvito al tempo era uno dei centri più importanti della zona, già gastaldato longobardo, e all'epoca della razzia sede vescovile. I cavalieri di cui parla Malaterra dovevano essere un reparto delle forze regolari dell'esercito bizantino. Solo a questo punto il Guiscardo, per dare più coraggio ai suoi, rivela chi è, li guida contro i nemici. La battaglia tra i normanni e i calabresi è cruenta ma i primi escono vittoriosi. Così, sul far del giorno, Roberto ritorna a San Marco coi suoi fanti, ora montati sui cavalli presi agli inseguitori. Si diverte della sorpresa dei cavalieri normanni, che, dopo averlo cercato invano entro la motta, gli erano andati incontro come a un nemico; l'equivoco viene chiarito solo quando i "nemici" sono a tiro di voce e il Guiscardo si fa riconoscere dai suoi commilitoni.
Ulteriori documentazioni fanno riferimento al borgo e da tali fonti è possibile dedurre che era presente e costituito ben prima dell’anno 1000. Intorno al XII secolo divenne feudo del Monastero del Sagittario di Chiaromonte, con ratifica dell'Imperatore Federico II di Svevia.

### L'epoca feudale di Sant'Agata di Esaro, dal 1300 all'eversione feudale del 1806
Il primo feudatario di Sant'Agata fu probabilmente Filippo di Sangineto, intorno al 1344. Dopo Filippo si aprì un primo ramo dei Sanseverino, nel 1374 vi fu Ugo Sanseverino e successivamente Gerolamo, della stessa famiglia. Dal 1413 al 1427/1430 divenne feudo dei Baroni di Altamura, prima di Pietro Paolo e poi del figlio Antonello. 
Più tardi si riaffermarono feudatari di Sant'Agata i Sanseverino, a partire da Antonio. Dal 1430, governarono in maniera dinastica, diventando una delle famiglie più potenti della Calabria e del Regno di Napoli. Dopo la metà del 1500, si pensa dal 1559, la stabilità finanziaria cominciò a venir meno (a causa della cattiva amministrazione del Principe Nicolò Bernardino), la casata accumulò centinaia di migliaia (in ducati) di debiti e, quando da Madrid giunse l'autorizzazione che consentiva la vendita dei feudi, i Sanseverino non persero tempo e vendettero Sant'Agata. Correva l'anno 1605.
Il feudo passò quindi a Bernardino de Perez per conto di Adriano Acquaviva Conte di Conversano e dal 1610 divenne feudo della famiglia Firrao. Nello stesso anno Antonino Firrao acquistò anche i feudi di San Sosti e Mottafollone. Per diventare barone di Sant'Agata però, Cesare, figlio di Antonino e succedutogli nel frattempo, dovette aspettare il 23 luglio 1612. Nel 1616 Filippo III di Spagna insignì Cesare del titolo di Marchese di Sant'Agata e nel 1621, gli venne dato il titolo di Principe. Nel 1639 Cesare vendette il feudo a Tommaso Maiorana e nel 1643 passò al principe di Bonifati, Muzio Telesio. Cesare Firrao, essendo privo di eredi diretti, il 27 gennaio 1647, alla sua morte, gli succedette il nipote Tommaso che, con il titolo di marchese, riacquistò il feudo. Tommaso, per assicurarsi il prosieguo dinastico, chiese a Filippo IV di poter trasmettere ai suoi successori l'appellativo di principi e così fu, in data 5 luglio 1651, con il Viceré Conte di Montérey. La famiglia di Tommaso Firrao cessò di governare il feudo di Sant'Agata sul finire del 1700. 
Dopo i Firrao, il dominio passò per breve periodo nelle mani dei Telesio e poi divenne possedimento di Francesco Maria Caraffa, Principe di Belvedere. Il feudo di Sant'Agata si estinse nel 1806, quando Giuseppe Bonaparte abolì la feudalità nel Regno di Napoli.

### Età moderna, i moti ed il colera
Dopo l'eversione feudale Sant'Agata partecipò attivamente ai moti del 1848 e ai moti risorgimentali del 1860, anno della chiamata ai santagatesi per la scelta dell'unificazione dello Stato. 
Il periodo di grande fermento per le ufficiali votazioni durò otto giorni, dal 14 ottobre 1860 al 21 ottobre 1860. Furono 988 gli elettori scelti, tutti maschi, per il comune di Sant'Agata di Esaro, per votare a favore o a sfavore. I comizi e le votazioni ebbero luogo nei locali della Chiesa Matrice, il 21 ottobre, fino alle ore 21. Degli elettori totali, votarono il 94,7%, ovvero 936 persone e tutte acconsentivano all'unificazione.
L'appellativo di “Esaro” (dal fiume che sorge nel comune e che lambisce il borgo), fu aggiunto dal Consiglio Comunale nel febbraio 1863, per distinguerlo da paesi omonimi esistenti in tutta Italia.
Tra i due grandi moti, si aprì una delle pagine più brutte della storia santagatese, anche in termini cronologici: l'epidemia di colera del 1855. La malattia cominciò ad imperversare nel paese nell'autunno del 1855. Già tra la gente si vociferava di un possibile avvelenamento delle campagne da parte di "gente congiurata" (tesi dubbia e quasi sicuramente prodotta per fini politici) e la falsa convinzione della conoscenza del fatto da parte delle autorità santagatesi scatenò un vero e proprio tumulto cittadino, tra colpi di scure e pugnali. I colpevoli furono per la maggior parte trovati, alcuni giustiziati mentre per la restante e massiccia parte furono riservate prigionia, ammissione forzata delle colpe e per i più fortunati libertà, per l'irrilevanza delle colpe.

### Simboli
Lo stemma comunale è stato concesso con Decreto del presidente della Repubblica dell'11 giugno 1980.

## Monumenti e luoghi d'interesse

### Edifici religiosi
- Convento di San Francesco di Paola. La fondazione risale al 1593 quando Marco Aurelio Giordano, cittadino di Sant'Agata di Esaro, donò un terreno per la costruzione di un convento in onore di San Francesco di Paola. Fu San Francesco, ancora in vita, ad indicare il luogo della fondazione del Convento e questo testimonia la grande fede verso San Francesco. La chiesa si compone di una sola navata le cui pareti presentano affreschi che ritraggono scene del Vecchio e Nuovo Testamento. Il soffitto è decorato con motivi floreali e al centro è collocato un grande dipinto raffigurante San Francesco di Paola. La cupola presenta degli affreschi che ritraggono gli evangelisti e culmina in una margherita con la scritta I H S. Nella chiesa si trovano la statua di San Francesco e una statua della Madonna delle Grazie. Da visitare affiancato alla chiesa è l'affascinante chiostro che presenta alcuni affreschi seicenteschi e contiene altri simulacri.
- Chiesa Matrice della Santissima Annunziata, di cui non si conosce l'anno di costruzione, ma si crede che un primo impianto fosse presente già dal XIII secolo. Intorno al 1600 venne rielaborata dandole uno stile barocco e, dal 1959, dopo opere di restauro, assunse un volto diverso. La chiesa si compone di una sola navata e una piccola cappella, situata sempre all'interno dell'edificio, della Madonna del Rosario. Il pavimento e le pareti interne sono rivestite da marmi, bianchi per il pavimento e di vari colori per le pareti. La facciata è rivestita in pietra e cotti. Il portale, è in pietra bianca mentre il portone è in bronzo su cui è riprodotta la Creazione. Accanto alla struttura si erge la torre campanaria. Al suo interno si possono trovare un altare seicentesco, una statua raffigurante la Madonna del Rosario del XVII secolo assieme ad una statua di Sant'Antonio, di Sant'Agata, di San Giuseppe e del Sacro Cuore di Gesù assieme al complesso scultoreo dell'Annunciazione, un crocifisso ottocentesco e un bassorilievo raffigurante San Luca del XVI secolo.
- Chiesa di Santa Lucia, piccolo edificio situato nell'omonimo rione, costruita agli inizi del '600, frutto della devozione del popolo santagatese verso Santa Lucia. La chiesa contiene la statua della Santa.
- Chiesa del Purgatorio, donata alla Comunità ecclesiale dalla famiglia Pisani in cui si venera la Madonna del Rosario.
- Domus Francisci, piccola chiesetta situata in contrada Scivolenta dedicata sempre a San Francesco di Paola.
- Chiesa di Santa Maria della Selva, situata in località Pancali in cui si venera la Madre del Buon Consiglio.
- Ruderi del Convento dei Padri Predicatori di San Domenico, risalente al 1521, sito in contrada Miniere.
- Ruderi della chiesa di Santa Caterina, fondata nella parte più antica del borgo (località Maurelle), alla fine del '400.

### Architetture civili
- Il "Tunno", antica porta d'accesso al centro storico. Sulla sommità vi è un mascherone in pietra apotropaico, unico nel suo genere poiché nessun paese d'origine bizantina presentava una maschera propiziatoria sulle porte d'accesso. Essa serviva per scopi magici e per allontanare eventuali nemici.
- I Palazzi Nobiliari: 
  - Palazzo Pisani (XVIII-XIX secolo)
  - Palazzo Martirani (XVIII-XIX secolo)
  - Palazzo Calcarami (XVIII-XIX secolo)
  - Palazzo Giordanelli (XVIII-XIX secolo)

- Monumento ai Caduti in Guerra, situato in piazza Dante Castellucci, edificato negli anni '30 del XX secolo riporta i nomi dei Caduti nella Prima Guerra Mondiale, nella Seconda Guerra Mondiale e nelle guerre d'Africa e Spagna. Il monumento marmoreo è circondato da un cancello in ferro.
- Edicola di Nostra Signora di Lujan, situata in località Passo dello Scalone con annessa statuetta della Madonna, venerata anche in Argentina.

### Luoghi d'Interesse naturalistico
Il territorio santagatese è ricco di meraviglie naturalistiche e oltre alla già citata Grotta della Monaca si trovano anche: 
- Le Gole e le Cascate dell'Esaro con la particolare Roccia dell'Elefante.
- Una sorgente di acqua sulfurea sita in località Forge.
- La Tavola dei Briganti, monolite a forma di piramide rovesciata alto 2 metri circa.
- Il Dito del Diavolo, caratteristica formazione rocciosa sul versante occidentale del monte Montea a 1700 metri circa.
- Grotta del Tesauro, altra cavità che si estende per circa 60 metri. Le sue pareti sono ricche di idrossidi di ferro. Le testimonianze della presenza umana nella grotta sono ceramiche, oggetti in osso e utensili in pietra.

### Grotta della Monaca
Il borgo è ricco di numerosi luoghi caratteristici, fra i quali spicca "Grotta della Monaca", una cavità preistorica sita a 2 km dal centro abitato sulla parete del Monte Cuppone a 600 m s.l.m. Chiamata così per una formazione all'interno della Grotta che ricorda il volto di una monaca. Si sviluppa per mezzo chilometro ed è divisa in tre settori: Pregrotta, Sala dei Pipistrelli e Cunicoli terminali. La Pregrotta rappresenta l'entrata della Grotta e, attraverso un corridoio stretto, detto "Diaframma", si accede alla Sala dei Pipistrelli chiamata così per la numerosa presenza di Pipistrelli che con i loro escrementi ricoprono la base della grotta. Alla base si trovano i tre cunicoli terminali: il più lungo si snoda per 60 metri.
Una campagna di esplorazioni e scavi archeologici iniziati a metà degli anni Novanta dal Centro Regionale di Speleologia “Enzo dei Medici” e dall'Università degli Studi di Bari ha permesso di inserire il sito fra i più importanti e ben conservati d’Europa. L’uomo inizia a frequentare la grotta fin dal Paleolitico superiore sino all’età post-medievale, con momenti di intensa attività dalla tarda età neolitica, quando si dà luogo a estrazione intensiva di ferro e rame. Le attività estrattive ci hanno lasciato preziose testimonianze (utensili da lavoro, impronte di scavo, muretti a secco). Successivamente, nel corso dell’età del Bronzo, gli ambienti più profondi della cavità hanno accolto un vasto sepolcreto, costituito da almeno un centinaio di inumazioni. Fino al tardo medioevo continuò, comunque, l’attività estrattiva. Sito suggestivo e da visitare unitamente al museo che si trova in viale Elena.

### Diga dell'Alto Esaro e sorgente
Il territorio è anche celebre per l'abbondanza di acqua, derivante dal fiume Esaro, e per la presenza di una diga incompiuta, la Diga dell'Esaro.
Molto suggestiva risulta essere la sorgente del Fiume Esaro, situata in località Renazza.

## Società

### Evoluzione demografica
Abitanti censiti

La popolazione santagatese ha registrato due picchi: il primo tra il 1871 e il 1881 e il secondo, più significativo, tra il 1951 e il 1956, quando nel 1952 raggiunse quota 3.561 abitanti. Poco dopo subì una forte diminuzione, dovuta principalmente all’emigrazione; infatti, vent’anni dopo, nel 1972, la popolazione era scesa a 2.493 abitanti, con una riduzione di 1.068 unità. Nella seconda metà degli anni Settanta si registrò un lieve incremento di qualche decina di unità. Al 31 dicembre 2001, la popolazione santagatese ammontava a 2.213 abitanti, mentre dieci anni dopo, al 31 dicembre 2011, si attestava a 1.981 abitanti, con un calo di 232 unità. Al 31 maggio 2025, la popolazione di Sant’Agata di Esaro era di 1.710 abitanti.

## Cultura

### Musei
Il museo storico dei saperi e del gusto, ospitato in un palazzo del centro storico, espone il costume tipico della donna santagatese di una volta e una vasta gamma di utensili e arnesi utilizzati anticamente dagli artigiani locali e oggetti del Novecento.

### Scuole
Il comune di Sant'Agata di Esaro dispone di una scuola dell'infanzia, di una scuola primaria, di una scuola secondaria di I° grado e di un istituto professionale IPSIA che dipendono dall'Istituto Comprensivo di Malvito e Roggiano Gravina.

### Biblioteche
Il comune di Sant'Agata di Esaro dispone di una biblioteca comunale intitolata a Vincenzo e Raffaele Spinelli.

## Amministrazione
| Periodo | Periodo | Primo cittadino        | Partito                                                    | Carica                  | Note |
| ------- | ------- | ---------------------- | ---------------------------------------------------------- | ----------------------- | ---- |
| 1946    | 1947    | Pasquale Spinelli      | Democrazia Cristiana                                       | Sindaco                 |      |
| 1947    | 1952    | Carmine Antonio Arcuri | Democrazia Cristiana                                       | Sindaco                 |      |
| 1952    | 1952    | Raffaele Polillo       | Democrazia Cristiana                                       | Sindaco                 |      |
| 1953    | 1956    | Giovanni Nocito        | Democrazia Cristiana                                       | Sindaco                 |      |
| 1956    | 1962    | Raoul Pisani           | Democrazia Cristiana                                       | Sindaco                 |      |
| 1962    | 1965    | Luigi Ambrosio         | Democrazia Cristiana                                       | Sindaco                 |      |
| 1965    | 1975    | Pompeo Mario Gallo     | Partito Socialista Italiano                                | Sindaco                 |      |
| 1975    | 1995    | Eduardo Fasano         | Democrazia Cristiana                                       | Sindaco                 |      |
| 1995    | 2004    | Domenico Tolve         | Partito Democratico della Sinistra/Democratici di Sinistra | Sindaco                 |      |
| 2004    | 2009    | Carmine Arcuri         | Lista Civica "La chiave"                                   | Sindaco                 |      |
| 2009    | 2010    | Antonio Bisignani      | Lista Civica "Per cambiare"                                | Sindaco                 |      |
| 2010    | 2011    | Domenico Giordano      |                                                            | Commissario prefettizio |      |
| 2011    | 2019    | Luca Branda            | Lista Civica "Per cambiare"/Lista Civica "Il gabbiano"     | Sindaco                 |      |
| 2019    | 2020    | Antonella Vecchio      |                                                            | Commissario prefettizio |      |
| 2020    | -       | Mario Nocito           | Lista Civica "FuTura"                                      | Sindaco                 |      |

### Gemellaggi
- Seregno dal 22 febbraio 1992
- Bisignano dal 25 luglio 2022
- Tovo San Giacomo dal 12 novembre 2022